# أنريل إنجن

لقطة من لعبة تستخدم محرك إنجن

أنريل إنجن (بالإنجليزية: Unreal Engine) هو محرك ألعاب طورته إيبك غيمز، عُرِضَ لأول مرة في لعبة تصويب منظور الشخص الأول في عام 1998. على الرغم من تطويره في البداية لألعاب تصويب منظور الشخص الأول، فقد استخدم بنجاح في مجموعة متنوعة بما في ذلك منصات الألعاب وألعاب القتال وألعاب كثيفة اللاعبين على الإنترنت وتقمص الأدوار. ولغة البرمجة الخاصة به هي C++، يتميز أنريل إنجن بدرجة عالية من قابلية النقل وهو أداة يستخدمها العديد من مطوري الألعاب اليوم، مع توفرها من المصدر. أحدث إصدار هو أنريل إنجن 5، الذي اصدر في عام 2022.

## إصداراته
- أنريل إنجن 1 (سنة 1998)
- أنريل إنجن 2
- أنريل إنجن 3
- أنريل إنجن 4 وهو مجاني لكن يُدفع 5% من عائدات المبيعات إذا كانت أكبر من 3 آلاف دولار.[1]
- انريل انجن 5 (صدر في سنة 2022)

## تاريخه

### أنريل إنجن 1
تم تطوير الجيل الأول من Unreal Engine بواسطة Tim Sweeney ، مؤسس Epic Games. بعد إنشاء أدوات تحرير لألعاب البرامج التجريبية (1991) ZZT و (1992) Jill of the Jungle ، بدأ Sweeney في كتابة المحرك في عام 1995 لإنتاج لعبة ستصبح فيما بعد أطلاق النار من منظور شخص أول يعرف باسم Unreal. بعد سنوات من التطوير، ظهرت لأول مرة مع إصدار اللعبة في عام 1998، على الرغم من أن MicroProse و Legend Entertainment تمكنوا من الوصول إلى التكنولوجيا في وقت أبكر بكثير، وتم ترخيصها في عام 1996. وفقًا لمقابلة، كتب Sweeney سويني «90 بالمائة من الكودات في المحرك».
ومن بين ميزاته اكتشاف نظام التصادم والإضاءة الملونة ونضام فلتره التكسچر قام المحرك أيضًا بدمج محرر مستوى، UnrealEd , كان لديه دعم لعمليات الهندسة الصلبة البنّاءة في الوقت الحقيقي في وقت مبكر من عام 1996، مما سمح لمصممي الخرائط بتغيير تخطيط المستوى بصوره مباشره من المحرك على الرغم من أن Unreal تم تصميمه للتنافس مع id Software , مطوري Doom و Quake ، فقد أشاد جون كارماك باللعبة لاستخدامها ألوان 16 بت وتنفيذ التأثيرات المحيطة مثل الضباب الحجمي. وقال في مقال كتبه: "أشك في أن أي لعبة مهمة سيتم تصميمها مع وضع لون 8 بت في الاعتبار من الآن فصاعدًا. لقد قام غير واقعي بشيء مهم في الدفع نحو اللون المباشر، وهذا يمنح الفنانين المزيد من الحرية". جيف كيغلي لـ GameSpot. "أزهر الضوء [مجالات الضوء] ، وأحجام الضباب، والسماء المركبة كانت خطوات كنت أخطط لاتخاذها، لكن Epic وصلت إلى هناك أولاً مع Unreal ميزة أخرى ملحوظة كانت إدخال الإضاءة المباشرة في الوقت الحقيقي في عام 1995.
في البداية، اعتمد المحرك بشكل كامل على software rendering ، مما يعني أن وحدة المعالجة المركزية (CPU) تتعامل مع حسابات الرسوميات، ومع ذلك، مع مرور الوقت، تمكنت من الاستفادة من الإمكانات التي توفرها بطاقات الرسومات، وهي عملية تتطلب من Sweeney إعادة كتابة خوارزمية العرض الأساسية عدة مرات. ونتيجة لذلك، سيتجانس عرض البرامج والأجهزة في المحرك، مع تركيز الأخير على Glide API ، المصمم خصيصًا لمسرعات 3dfx بينما تم دعم OpenGL و Direct3D ، فقد أبلغا عن أداء أبطأ وظعف في قوه التكسچر، فيما يتعلق بالصوت، استخدمت Epic نظام صوت Galaxy ، وهو برنامج تمت برمجته بلغة التجميع التي دمجت تقنيات EAX و Aureal وسمحت باستخدام موسيقى التعقب، والتي أعطت المصممين مستوى المرونة في كيفية تشغيل الموسيقى التصويرية في نقطة معينة.
بالإضافة إلى كونه متاحًا على أنظمة التشغيل Microsoft Windows و Linux و Mac و Unix تم نقل المحرك من خلال Unreal Tournament إلى PlayStation 2 وبمساعدة Secret Level إلى Dreamcast.
بحلول أواخر عام 1999، أشارت صحيفة نيويورك تايمز إلى أنه كان هناك ستة عشر مشروعًا خارجيًا باستخدام تقنية Epic ، بما في ذلك Deus Ex و The Wheel of Time و Duke تم تعيين الأخير منها لأول مرة في سلسلة Duke Nukem على كونسل GameCube . على عكس Unlike id ، التي عرضت أعمال محركها للكود فقط، فقدمت Epic الدعم الفني للمرخص لهم والتقت بهم لمناقشة التحسينات في نظام تطوير اللعبة. بينما كلف حوالي 3 ملايين دولار لإنتاج وتراخيص لما يصل إلى 350.000 دولار أعطت Epic اللاعبين القدرة على تعديل ألعابها من خلال دمج UnrealEd ولغة نصية تسمى UnrealScript ، مما أثار مجتمعًا من المتحمسين حول محرك ألعاب تم تصميمه من أجل تكون قابلة للتوسعة عبر أجيال متعددة من الألعاب
كان الهدف الكبير باستخدام تقنية Unreal طوال الوقت هو بناء قاعدة من التعليمات البرمجية التي يمكن توسيعها وتحسينها من خلال العديد من أجيال الألعاب. يتطلب تحقيق هذا الهدف الحفاظ على التكنولوجيا للأغراض العامة تمامًا، وكتابة كود نظيف، وتصميم المحرك ليكون قابلاً للتوسعة للغاية.
— Sweeney, Maximum PC, 1998

### أنريل إنجن 2
في أكتوبر 1998، ذكرت شبكة IGN ، بناءً على مقابلة مع شركة Voodoo Extreme التابعة لها، أن سويني كان يجري أبحاثًا لمحرك الجيل القادم. مع بدء التطوير بعد عام، ظهرت النسخة الثانية لأول مرة في عام 2002 مع الجيش الأمريكي، بلعبه اشوتر منظور الشخص الأول متعددة اللاعبين الذي طوره الجيش الأمريكي كوسيلة للتجنيد.و في ذلك الوقت ستطلق Epic لاحقًا بطولة Unreal على Xbox ، مع كونها واحدة من أولى الألعاب التي تستخدم Microsoft Live Xbox.
على الرغم من استنادًا إلى سلفه، شهد هذا الجيل العديد من التطورات في تقديم المصطلحات الدقيقة والتحسينات الجديدة على أدواته. إلى جانب جهاز إعادة الرندره الكلية، القادر على تشغيل مستويات ما يقرب من 100 مرة أكثر تفصيلاً من تلك الموجودة في Unreal ، تم تحديث المحرك ليشمل مجموعة متنوعة من الميزات، بما في ذلك نظام skeletal animation system ، الذي تم عرضه في إصدار PlayStation 2 من Unreal Tournament ، أداة التحرير السينمائي Matinee ، وأنظمة الجسيمات، والمكونات الإضافية لتصدير 3D Studio Max و Maya. بالإضافة إلى ذلك، تمت إعادة كتابة إطار عمل UnrealEd في C ++ باستخدام مجموعة أدوات wxWidgets.
في حين أن Unreal Tournament 2003 كان يحظى بدعم فيزياء المركبات من خلال محرك Karma ، لم يكن الأمر كذلك حتى قامت Psyonix بإنشاء تعديل خارج كود Epic الأساسي حيث تلقت اللعبة hastily-constructed vehicle . أعجبت جهودهم، قررت Epic تضمينها في خلفها كنمط لعبة جديد تحت اسم Onslaught من خلال الاستعانة بـ Psyonix كمقاول. قامت Psyonix في وقت لاحق بتطوير Rocket League قبل أن تستحوذ عليها Epic في 2019.
تم تصميم نسخة متخصصة من UE2 تسمى UE2X ل Unreal Championship 2: The Liandri Conflict على منصة Xbox الأصلية، والتي تتميز بتحسينات خاصة بهذه الوحدة. في مارس 2011، كشفت Ubisoft Montreal أن UE2 كان يعمل بنجاح على Nintendo 3DS.

### أنريل إنجن 3
تم تقديم لقطات شاشة لـ Unreal Engine 3 في عام 2004، وعندها كان المحرك قيد التطوير بالفعل لأكثر من 18 شهرًا.
و كانت قد تم تحسين كافة الأدوات والخصائص للمحرك ونظام الفيزياء، ونظام الصوت، والأدوات - كلها جديدة بشكل واضح وأكثر قوة بشكل كبير". على عكس Unreal Engine 2، الذي لا يزال يدعم خط الأنابيب ذي الوظائف الثابتة، تم تصميم Unreal Engine 3 للاستفادة من أجهزة تظليل قابلة للبرمجة بالكامل. تم إجراء جميع حسابات الإضاءة والتظليل لكل بكسل، بدلاً من كل قمة. على جانب التقديم، قدم Unreal Engine 3 دعمًا لgamma-correct high-dynamic range renderer. كانت الألعاب الأولى التي تم إصدارها باستخدام Unreal Engine 3 هي Gears of War لـ Xbox 360 و RoboBlitz لنظام التشغيل Windows ، الذين تم إصدارهما في 7 نوفمبر 2006.
الألعاب الأولى التي تم إصدارها باستخدام Unreal Engine 3 هي Gears of War لـ Xbox 360 و RoboBlitz لنظام التشغيل Windows ، الذين تم إصدارها في 7 نوفمبر 2006.
في البداية، كان Unreal Engine 3 يدعم فقط أنظمة التشغيل Windows وPlayStation 3 و Xbox 360، في حين تمت إضافة iOS (التي تم عرضها لأول مرة مع Epic Citadel) و Android في وقت لاحق في عام 2010
مع كون Infinity Blade هو أول عنوان iOS و Dungeon Defenders أول عنوان Android. في عام 2013، تعاونت Epic مع Mozilla لجلب Unreal Engine 3 إلى الويب؛ باستخدام لغة asm.js الفرعية ومترجم Emscripten ، تمكنوا من نقل المحرك في أربعة أيام.
طوال عمر UE3 ، تم تضمين تحديثات مهمة، بما في ذلك البيئات القابلة للتدمير المحسنة، وديناميكيات soft body dynamics ، ومحاكاة الحشود الكبيرة، ووظائف iOS ، Steamworks تكامل، حل إضاءة عالمي في الوقت الحقيقي، و 3D مجسمة على Xbox 360 عبر TriOviz لتكنولوجيا الألعاب. تم عرض دعم DirectX 11 من خلال ديمو Samaritan ، الذي تم الكشف عنه في مؤتمر مطوري الألعاب لعام 2011 وتم بناؤه بواسطة Epic Games في شراكة وثيقة مع NVIDIA ، حيث يعمل المهندسون في جميع أنحاء البلاد لجعل تحديث الرسومات في الوقت الفعلي من التغير.

#### مجموعة أنريل إنجن
على الرغم من أن Unreal Engine 3 كان مفتوحًا تمامًا للمراجعين للعمل معه، إلا أن القدرة على نشر وبيع الألعاب التي تعني استخدام UE3 كانت مقتصرة على المرخصين للمحرك. ومع ذلك، في نوفمبر 2009، أصدرت Epic نسخة مجانية من SDK لـ UE3 ، تسمى Unreal Development Kit ، وهي متاحة لعامة الناس.
في ديسمبر 2010، تم تحديث المجموعة لتشمل الدعم لإنشاء ألعاب وتطبيقات iOS . يتبع دعم OS X في إصدار سبتمبر 2011 .

### أنريل إنجن 4
بدأ التطوير على Unreal Engine 4 في عام 2003، وفقًا لمارك رين، نائب رئيس Epic Games. في أوائل عام 2008، كشف Sweeney في مقابلة أنه كان في الأساس الشخص الوحيد الذي يعمل على المحرك، على الرغم من أنه ذكر أن فريق التطوير سيزيد بمرور الوقت، ليصل إلى ثلاثة مهندسين على الأقل بحلول نهاية ذلك العام. في فبراير 2012، قال رين «سيصاب الناس بالصدمة في وقت لاحق من هذا العام عندما يرون Unreal Engine 4» كشفت Epic عن UE4 لحضور محدود في مؤتمر مطوري الألعاب لعام 2012 GameTrailers TV وفيديو للمحرك تم عرضه من قبل الفنان الفني آلان ويلارد وتم إصداره للجمهور في 7 يونيو 2012 عبر
واحدة من الميزات الرئيسية المخططة لـ UE4 كانت الإضاءة العالمية في الوقت الحقيقي باستخدام voxel cone tracing ومع ذلك، تم استبدال هذه الميزة، المسماة Sparse Voxel Octree Global Illumination ، بخوارزمية مماثلة ولكن أقل تكلفة من الناحية الحسابية بسبب مخاوف الأداء. يتضمن UE4 أيضًا نظام البرمجة المرئية الجديد «المخططات» (خلفًا لـ "Kismet" الخاص بـ UE3 ، والذي يسمح بالتطوير السريع لمنطق اللعبة دون استخدام التعليمات البرمجية، مما يؤدي إلى تقليل الفجوة بين الفنانين التقنيين والمصممين والمبرمجين. في 19 مارس 2014، في مؤتمر مطوري الألعاب (GDC)، أصدرت Epic Games محرك Unreal Engine 4 من خلال نموذج ترخيص جديد. للحصول على اشتراك شهري بقيمة 19 دولارًا أمريكيًا، تم منح المطورين حق الوصول إلى الإصدار الكامل من المحرك، بما في ذلك رمز مصدر C ++ ، والذي يمكن تنزيله عبر GitHub. تم تحميل أي منتج تم إصداره بنسبة 5٪ من إجمالي الإيرادات. أول لعبة تم إصدارها باستخدام Unreal Engine 4 كانت Daylight ، تم تطويرها بوصول مبكر إلى المحرك وتم إصدارها في 29 أبريل 2014. في 4 سبتمبر 2014، قامت Epic بإصدار Unreal Engine 4 إلى المدارس والجامعات مجانًا، بما في ذلك النسخ الشخصية للطلاب المسجلين في تطوير ألعاب الفيديو المعتمدة وعلوم الكمبيوتر والفن والهندسة المعمارية وبرامج المحاكاة والتصور. في 19 فبراير 2015، أطلقت Epic Unreal Dev Grants ، وهو صندوق تنمية بقيمة 5 ملايين دولار يهدف إلى تقديم المنح للمشاريع الإبداعية باستخدام Unreal Engine 4. في مارس 2015، أصدرت Epic محرك Unreal Engine 4، إلى جانب جميع التحديثات المستقبلية مجانًا لجميع المستخدمين.في المقابل، أنشأت Epic جدولًا زمنيًا انتقائيًا للملكية، تطلب 5٪ من الإيرادات للمنتجات التي تحقق أكثر من 3000 دولار في الفصل. ذكر سويني أنه عندما انتقلوا إلى نموذج الاشتراك في عام 2014، ازداد استخدام Unreal بنسبة 10 مرات ومن خلال العديد من المطورين الأصغر، ويعتقد أنهم سيجذبون المزيد من الاستخدامات من خلال مخطط التسعير الجديد هذا.
في محاولة لجذب مطوري Unreal Engine ، أعلنت Oculus VR في أكتوبر 2016 أنها ستدفع رسوم حقوق ملكية لجميع عناوين Oculus Rift التي تعمل بالطاقة والتي تم نشرها في متجرهم مقابل ما يصل إلى أول 5 ملايين دولار من إجمالي الإيرادات لكل لعبة.
للتحضير لإصدار وضع "Battle Royale" المجاني للعب في Fortnite في سبتمبر 2017، كان على Epic إجراء عدد من تعديلات Unreal Engine التي ساعدتها على التعامل مع عدد كبير (حتى 100) من الاتصالات بـ نفس الخادم مع الحفاظ على النطاق الترددي العالي، وتحسين عرض عالم مفتوح كبير في اللعبة. قالت Epic إنها ستدمج هذه التغييرات في التحديثات المستقبلية لـ Unreal Engine.
مع افتتاح متجر Epic Games Store في كانون الأول (ديسمبر) 2018، لن تفرض Epic رسوم إيرادات بنسبة 5٪ على الألعاب التي تستخدم محرك Unreal وتم إصدارها عبر متاجر Epic Games ، وتستوعب تلك التكلفة كجزء من التخفيض الأساسي الذي تحصل عليه Epic بنسبة 12٪ لتغطية التكاليف الأخرى.

### أنريل إنجن 5
تم الكشف عن أنريل إنجن 5 في 13 مايو 2020، وهو يدعم جميع الأنظمة الحالية بما في ذلك الأجهزة المنزلية من الجيل التالي بلاي ستيشن 5 وإكس بوكس سيريس إكس/إس. بدأ العمل في المحرك قبل حوالي عامين من إعلانه. تم إصداره في الوصول المبكر في 26 مايو 2021، وتم إطلاقه رسميًا للمطورين في 5 أبريل 2022.

### المنصات المدعومة
- Microsoft Windows
- macOS
- HTML5
- iOS
- Android
- Nintendo Switch
- PlayStation 4
- Magic Leap One
- HTC Vive
- Oculus Rift
- PlayStation VR
- Google Daydream
- OSVR
- Samsung Gear VR
- HoloLens 2
- PlayStation 5
- Xbox الجيل الرابع
- Stadia

## اللغة البرمجية للأنريل إنجن
كانت «UnrealScript» (والتي تختصر في الغالب لـ «UScript») هي اللغة البرمجية المستخدمة بشكل أساسي في محرك «Unreal Engine»، والتي استخدمت كذلك بغرض كتابة أكواد اللعبة المراد أنشأها بالمحرك، وذلك قبل أن تستبدل عند إطلاق الإصدار الرابع من المحرك. صممت اللغة كذلك كلغة بسيطة عالية المستوى تتيح السماح بتخصيص الأشياء وبرمجتها بمرونة داخل اللعبة. منشئ اللغة هو «تيم سويني» الذي قام أيضًا في السابق بإنشاء لغة «ZZT-oop» للعبة «ZZT».
على غرار لغة «الجافا»، كانت لغة «UnrealScript» كائنية التوجه بدون التوارث المتعدد (كل الكائنات في لغة الـ «UnrealScript» هي أصناف أو فئات فرعية (subclasses) من فئة كائن مشترك) وكل فئة أو صنف (class) تُحدد في ملف مستقل مسمى بنفس اسم الفئة. أما ما على خلاف لغة «الجافا»، فلا تحتوي لغة «UnrealScript» على فئات التغليف (wrappers classes) للأنواع الأولية (primitive types). ولم تُدعم الواجهات إلا في الجيل الثالث من محرك «Unreal Engine» وبعض ألعاب «Unreal Engine 2». كذلك تدعم لغة «UnrealScript» التحميل الزائد للعملية، ولكن ليس التحميل الزائد للوظيفة، باستثناء المعاملات الاختيارية.
في مؤتمر مطوري الألعاب لعام 2012، أعلنت شركة «Epic Games» عن إزالة «UnrealScript» من محرك «Unreal Engine 4» لصالح لغة «++C»، وسيدعم البرمجة النصية المرئية بواسطة نظام «Blueprints Visual Scripting»، وذلك كبديل لنظام البرمجة المرئية السابق «Kismet Visual scripting».
| كانت إحدى اللحظات المحورية أثناء تطوير محرك «Unreal Engine 4»، هي أننا خضنا سلسلة من المناقشات حول «UnrealScript» — لغة البرمجة التي بنيتها والتي قمنا باستخدامها طوال ثلاثة أجيال. وكانت تلك المناقشات تدور حول ما نحتاج القيام به لجعلها قادرة على المنافسة في المستقبل. لقد استمرينا في البحث عن المزيد والمزيد من الخيارات والقوائم لما يتعين علينا القيام به وإضافته لتحديثها، ومن الذي بإمكانه تنفيذ تلك المهام. وأصبح الأمر صعبًا حقًا وغير عملي. ثم عقدنا إجتماعًا لفرز تلك القوائم، وإجراء المفاضلات مثل ما يجب إزالته واقتطاعه وما يجب علينا إبقائه، ومن ثم تحديد خطة... وعندها وصلت إلى تلك النقطة التي نظرت فيها على كل شيء وقلت: "أتعلمون، كل ما تحاولون اقترحه لإضافته في «UnrealScript» موجود بالفعل في لغة «++C». فلما لا نقتل «UnrealScript» وننتقل مباشرةً إلى «++C»؟ فكما تعلمون، يمكن تجلب لنا لغة «++C» العديد من المميزات، مثل أقصى أداء، مع القابلية القصوى لتصحيح الأخطاء." |
| —تيم سويني في لقاء صحفي مع جريدة «غيماسوترا»، في عام 2017 |

## المتجر
بالتزامن مع قيام الشركة بإطلاقها للمحرك في نسخته الرابعة «Unreal Engine 4»، فقد قامت الشركة في سبتمبر (أيلول) 2014، بإفتتاحها لمتجر تحت عنوان «Unreal Engine Marketplace»، وهو واجهة شراء رقمية تسمح للمطورين ومنشئي المحتوى بنشر وتقديم أعمالهم الفنية المتضمنة كلًا من الآتي: الأصول (المُلْحَقات) الفنية، النماذج، الأصوات، البيئات، مقتطفات برمجية، إلى جانب الدروس التعليمية والمواد الإرشادية، وغيرها من الخصائص والميزات التي يمكن للآخرين شرائها. هناك كذلك بعض المحتويات التي تتوفر بشكلٍ مجاني من طرف الشركة، بما في ذلك بعضٍ من المحتويات، والدورات التعليمية، والأصول أو المُلْحَقات الخاصة بالمحرك الذي سلف تقديمها في السابق. قبل يوليو 2018، كانت شركة «Epic Games» تتقاسم نسبة من الأرباح تبلغ 30%، ولكن بسبب النجاح المدوي للمحرك ولعبة «Fortnite Battle Royale»، فقد أدى ذلك لتقليل الحصة بأثر رجعي إلى 12% فقط.

## الجوائز الحائز عليها
- جائزة «إيمي للتكنولوجيا والهندسة» من «الأكاديمية الوطنية للفنون والعلوم التلفزيونية[الإنجليزية]» (NATAS) عن «برنامج المحرك ثلاثي الأبعاد لإنتاج الرسوم المتحركة» في 2018.[14]
- حاز المحرك في عام 2020 على جائزة «الإيمي برايم تايم في الهندسة» المقدمة من «أكاديمية فنون وعلوم التلفزيون»، للتقدم الاستثنائي في تطوير تكنولوجيات البث.[15]
- حاز المحرك في عام 2021 على «جائزة آني» المقدمة من منظمة «ASIFA-هوليوود»، للتقدم التقني في صناعة الرسوم الحركية.[16]
- حاز على جائزة «Game Developer Magazine Front Line award» لأفضل محرك ألعاب في الأعوام التالية: (2004،[17] 2005،[18] 2006،[19] 2007،[20] 2009،[21] 2010،[22] 2011،[23] 2012[24])
- حاز المحرك على جائزة «التميز في تطوير الصناعة» المقدمة من مجلة «ديفيلوب»، لأفضل محرك خلال الأعوام الآتية: (2009،[25] 2010،[26] 2011،[27] 2013،[28] 2016،[29] 2017،[30] 2018[31])
- الرقم القياسي العالمي لموسوعة غينيس لأكثر محركات ألعاب الفيديو نجاحًا.[32]

## الجوانب القضائية
جاء ذكر محرك «Unreal Engine» في ضوء الإجراء القانوني التي اتبعته شركة «Epic Games» في عام 2020 تجاه شركة «Apple». والتي اتهمت فيه شركة «Apple» باتباع ممارسات وسلوكيات احتكارية ومناهضة للمنافسة العادلة داخل متجر التطبيقات التابع لها. وقد أطلقت شركة «Epic Games» نسخة من تطبيق «Fortnite»، الذي قام بانتهاك سياسات ومعايير المتجر، والتي قابلته شركة «Apple» بإزالة التطبيق من متجرها مع إرسال تحذير لشركة «Epic Games» بحذف حساب المطور الخاص بها والذي يعني منع الشركة من إرسال التحديثات لمحرك «Unreal Engine» سواء أكان ذلك لنظام iOS أو macOS. وقد وافقت المحكمة على منح شركة «Epic Games» الأمر القضائي الدائم تجاه شركة «Apple» لمنعها من إتخاذ تلك الخطوة، لأن من شأن ذلك أن يؤثر على العديد من مطوري الأطراف الخارجية، الذين يعتمدون على محرك «Unreal Engine» في تطوير تطبيقاتهم.

## الاستخدامات

### ألعاب الفيديو
صُمِّمَ محرك «Unreal Engine» في الأصل ليُستخدم كتقنية أساسية في تطوير ألعاب الفيديو. ويُستَخدَم المحرك الآن في عددٍ من العناوين البارزة، والتي تتمتع بإمكانيات رسومية مرتفعة، مثل: «بلاير أنونز باتل غراوندز»، «فاينل فانتازي 7 ريميك»، «فالورانت»، «يوشيز كرافتد ورلد»، فضلاً عن الألعاب التي قامت «Epic Games» بتطويرها، مثل لعبتي «غيرز أوف وور» و«فورتنايت».

#### أشهر الألعاب التي تستخدم المحرك
| السنة | العنوان              | المطور               | الناشر                                                                |
| ----- | -------------------- | -------------------- | --------------------------------------------------------------------- |
| 2009  | باتمان: أركام أسايلم | روك ستيدي ستوديوز    | إيدوس إنتراكتيف                                                       |
| 2011  | باتمان: أركام سيتي   | روك ستيدي ستوديوز    | وارنر برذرز إنترآكتيف إنترتيمنت                                       |
| 2013  | بايوشوك انفنتي       | إراشينال جيمز        | تو كي جيمز                                                            |
| 2006  | جيرز أوف وور         | إيبيك جيمز           | مايكروسوفت جيم ستوديوز                                                |
| 2008  | جيرز أوف وور 2       | إيبيك جيمز           | مايكروسوفت جيم ستوديوز                                                |
| 2011  | جيرز أوف وور 3       | إيبيك جيمز           | مايكروسوفت جيم ستوديوز                                                |
| 2013  | أوت لاست             | ريد بارلز            | ريد بارلز                                                             |
| 2014  | محاكي الماعز         | استوديوهات كوفي ستين | استوديوهات كوفي ستين دابل إليفين (على الأجهزة المنزلية)               |
| 2015  | مورتال كومبات إكس    | نيثرريلم ستوديوز     | وارنر برذرز إنترآكتيف إنترتيمنت                                       |
| 2017  | أوت لاست 2           | ريد بارلز            | ريد بارلز                                                             |
| 2017  | ببجي: باتل غراوندز   | بلوهول               | كرافتون إكس بوكس غيم ستوديوز (إكس بوكس ون) تينسنت غيمز (نسخة الهواتف) |

### صناعة الافلام
وَجدَ محرك «Unreal Engine» إستعمالاً في صناعة الأفلام حيث يقوم بإنشاء ديكورات أو بيئات افتراضية يمكنها تتبع حركة الكاميرا حول الممثلين أو الأشياء الموضوعة وعرضها في الوقت الفعلي على جدران (شاشات) LED عملاقة مع أنظمة إضاءة محيطية داخل الاستوديو. ويسمح ذلك بتكوين اللقطات في الوقت الفعلي، والتحرير الفوري للبيئة الافتراضية حسب الحاجة، والقدرة على تصوير مشاهد متعددة خلال فترة قصيرة من خلال تغيير العالم الافتراضي الواقع خلف الممثلين. وقد تم الإعتراف بأنه يضفي نوعًا ما من الطبيعية على المظهر العام بشكل أكبر عما يبدو عليه عند استخدام تاثيرات الكروما الاعتيادية.
ومن بين الأعمال التي قامت باستخدم تلك التقنيات كان المسلسلان التلفزيونيان «الماندلوري» و«وست وورلد». وعمل المخرج «جون فافرو» وقسم «إندستريال لايت آند ماجيك» التابع لشركة «لوكاس فيلم» مع شركة «Epic Games» في تطوير تقنية «StageCraft» التي اُستُخدِمَت في مسلسل «الماندلوري»، واستنادًا إلى نهج مشابه فقد قام المخرج «جون فافرو» باستخدام تلك التقنية عند صناعته للنسخة الحية من فيلم «الأسد الملك». كما قام المخرج «جون فافرو» فيما بعد بمشاركة ذلك النهج مع كلا منتجين مسلسل «وست وورلد»، «جوناثان نولان» و«ليزا جوي». وقد سبق لفريق العمل أن نظر في استخدام البيئات الافتراضية من قبل، وقاموا بالفعل بإعداد بعض التقنيات، إلا أنهم قرروا لاحقًا دمج استخدام محرك «Unreal Engine» مع تقنية «StageCraft» عند صناعتهم للموسم الثالث.

عمل الاستوديو الإسباني «Orca Studios» مع شركة «Epic Games» لإنشاء عدة أستوديوهات مختصة بالتصوير الافتراضي بأسلوب مشابه لنهج «StageCraft» المتبع مع محرك «Unreal Engine». وقد أتت تلك الخطوة، لا سيما أثناء وجود جائحة كورونا، التي فرضت بعض القيود على السفر.
أعلنت مجلة «ددلاين هوليوود» في يناير (كانون الثاني) 2021، عن استخدام شركة «Epic Games» جزءًا من منحة «Epic MegaGrants» لمساندة العملية الإنتاجية لفيلم الرسوم المتحركة «جلجماش» وإنتاجه بالكامل داخل محرك «Unreal Engine»، بواسطة أستوديوهات «Hook Up» و«DuermeVela» و«FilmSharks». وفي إطار توسيع نطاق مبادرة «Epic MegaGrants»، قامت شركة «Epic Games» بتمويل 45 مشروعًا إضافيًا منذ عام 2020 لإنتاج الأفلام والأعمال القصيرة في محرك «Unreal Engine».

### الاستخدامات الأخرى
يُستَخدَم محرك «Unreal Engine» أيضًا في المجالات غير الإبداعية نظرًا لقابلية توفره والمميزات التي يستطيع أن يقدمها، فقد تم إستخدامه كعنصر أساسي لأداة الواقع الافتراضي التي تعمل على استكشف جزيئات الأدوية الصيدلانية بالتعاون مع بعض الباحثين، وكبيئة افتراضية لاستكشاف وتصميم مبانٍ وسيارات جديدة، ويستخدم لشبكات الأخبار الكابلية لدعم الرسومات آنية اللحظة.

## وصلات خارجية
- الموقع الرسمي
- The official Unreal Developer Network (UDN) documenting the Unreal Engine
- Unreal Development Kit
- Unreal Engine wiki
- Unreal on-line tutorials